# Ruth Benzacar
Ruth Benzacar (9 de septiembre de 1932 - Buenos Aires, Argentina el 15 de mayo de 2000), fue una galerista de arte contemporáneo argentina.
Es conocida en su país natal por dar a conocer la obra de jóvenes artistas, y a nivel mundial por mostrar la obra de Antonio Berni.
Posterior a su fallecimiento ocurrido en mayo de 2000 a causa de un paro cardíaco, la galería de arte de su propiedad pasó a ser gerenciada por Orly Benzacar y Mora Bacal.
La fundación Konex le otorgó una mención especial en 2002 en el rubro Artes Visuales.
La galería, luego de haberse ubicado en la calle Florida por 30 años, se mudó al barrio de Villa Crespo en en 2015. Inauguró su nueva sede con una muestra individual de la artista Liliana Porter.